# Calamus senalingensis
Calamus senalingensis är en enhjärtbladig växtart som beskrevs av John Dransfield. Calamus senalingensis ingår i släktet Calamus och familjen Arecaceae. Inga underarter finns listade i Catalogue of Life.